# Huravalhi
Pour l’article homonyme, voir Huruvalhi.
Huravalhi (ou Huruvalhi) est une petite île inhabitée des Maldives. Elle constitue l'une des nombreuses îles-hôtel des Maldives en accueillant le Hurawali Maldives Resort. Ce complexe hôtelier est connu pour accueillir le plus vaste restaurant sous-marin du monde.

## Géographie
Huravalhi est située dans le centre des Maldives, au Nord-Ouest de l'atoll Faadhippolhu, dans la subdivision de Lhaviyani. 